# Анджела Слейтър
Анджела Слейтър (на английски: Angela Slatter) е австралийска писателка на произведения в жанра фентъзи, хорър, научна фантастика, паранормален криминален роман и документалристика. Пише и под псевдонима А. Г. Слейтър (на английски: A. G. Slatter).

## Биография и творчество
Анджела Гейл Слейтър е родена на 16 май 1967 г. в Кернс, Куинсланд, Австралия. Израства в предимно родния си град и в Бризбейн и Ипсуич. Следва френски език и история в Университета на Куинсланд. След дипломирането си за кратко работи като учителка и после една година като административен асистент в ресурсен център за френски учители. Следва допълнително право и работи като юрисконсулт в продължение на три години. След това напуска работата си в Мелбърн и 2005 г. решава да се насочи към писателска кариера. Премества се на Съншайн Коуст, в Мейпълтън, Куинсланд, където в продължение на месеци започна да чете много и да пише. За да успее, започва да взема уроци по творческо писане.
През 2006 г. завършва творческо писане в Лятната писателска работилница Тин Хаус, а през 2009 г. завършва програмата на Южен Клариън. Получава магистърска и докторска степен по творческо писане. През 2013 г. получава стипендията за писатели на Куинсланд и през 2018 г. от Австралийския съвет за изкуствата. В началото на кариерата си пише разкази, като първият ѝ разказ, „Хвойновото дърво“, е публикуван през 2006 г. През 2010 г. са издадени първите ѝ две книги, сборниците с разкази „Закваска и други истории“ и „Момичето без ръце и други разкази“. Разказите ѝ също са публикувани в антологии в Австралия, Великобритания и САЩ.
През 2016 г. е издаден първият ѝ роман „Бдение“ от поредицата „Верити Фасбиндер“. Главната героиня Верити има необичайна сила и способност да се разхожда между два свята, и да гарантира, че единият остава скрит. Но някой пуска неизвестна и ужасяващо разрушителна сила по улиците на Бризбейн и Верити трябва да разследва, за да не разделят древните сили света. Романът е номиниран за Дъблинската литературна награда.
През 2021 г. е издаден фентъзи романът ѝ „Всички шепнещи кости“. Семейството на Мирен О’Мали натрупва несметни богатства благодарение на тайна сделка с морския народ. Но родът не успява да своята изпълни част от уговорката и запада, което Мирен очаква, за да напусне имението и да потърси мястото си в света. Но последната от фамилията О’Мали, баба ѝ Ифа, е решена да възстанови славата на рода им, дори внучка ѝ Мирен да плати цената.
За произведенията си получава редица литературни награди – Световната награда за фентъзи, Британската награда за фентъзи, Австралийската награда за хорър, на наградата „Шърли Джаксън“, и осем награди „Аурелис“. Произведения ѝ са преведени на много езици, включително български, китайски, руски, италиански, японски и др.
Заедно с писането си понякога преподава творческо писане в Куинсландския технологичен университет.
Анджела Слейтър живее със семейството си в Бризбейн.

## Произведения

### Като Анджела Слейтър

#### Самостоятелни романи
- Finnegan's Field (2016)[1][2]
- No Good Deed (2021) – Световна награда за фентъзи

#### Поредица „Верити Фасбиндер“ (Verity Fassbinder)
1. Vigil (2016)[1][2]
2. Corpselight (2017)
3. Restoration (2018)

#### Разкази и новели
частично представяне
- The Juniper Tree (2006)
- The Little Match Girl (2006)
- Red Skein (2006)
- Bluebeard (2006)
- The February Dragon (2010) – с Лиза Л. Ханет, награда „Аурелис“[3]
- The Coffin-Maker’s Daughter (2011) – Британска награда за фентъзи
- St Dymphna’s School for Poison Girls (2014) – награда „Аурелис“
- Home and Hearth (2014) – награда „Аурелис“
- The Burning Circuis (2015)[1]
- Home and Heath (2015)
- Of Sorrow and Such (2015) – награда „Дитмар“[2]
- Ripper (2017)
- Flight (2021)
- The Bone Lantern (2022) – награда „Шърли Джаксън“[4]

#### Сборници
- The Girl with No Hands (and Other Tales) (2010) – награда „Аурелис“[1][2]
- Sourdough and Other Stories (2010)
- Midnight and Moonshine (2012)
- The Bitterwood Bible and Other Recountings (2014) – Световна награда за фентъзи
- Four Dark Tales (2015)
- Four Horrifying Tales (2015)
- A Feast of Shadows (2016)
- A Feast of Sorrows (2016) – награда „Аурелис“[3]
- Winter Children and Other Chilling Tales (2016) – награда „Аурелис“
- The Heart is a Mirror for Sinners & Other Stories (2020)
- Red New Day & Other Microfictions (2020)
- The Tallow-Wife: and Other Tales (2021)
- The Wrong Girl & Other Warnings (2023)

#### Участие в общи серии с други писатели

##### Поредица „Дванадесет планети“ (Twelve Planets)
11. The Female Factory (2015) – с Лиза Л. Ханет
от поредицата има още 11 романа от различни автори

#### Документалистика
- You Are Not Your Writing & Other Sage Advice (2021)[1][2]
- What To Do When You Don't Have A Book Coming Out & Even More Sage Advice (2022)

### Като А. Г. Слейтър

#### Самостоятелни романи
- All the Murmuring Bones (2021)[1][2]
Всички шепнещи кости, изд.: „Сиела“, София (2022), прев. Десислава Сивилова
- The Path of Thorns (2022) – награда „Аурелис“[4]
- The Briar Book of the Dead (2024)

#### Сборници
- Bound in Blood (2024) – с други автори[1]